# Anoeta
Anoeta es una localidad y municipio guipuzcoano situado en la parte central de la comarca de Tolosaldea, en la comunidad autónoma del País Vasco en España. Se encuentra en el valle medio del río Oria, a 20 km del mar Cantábrico y a 24 km de la capital de la provincia, San Sebastián. La población cuenta con buenas comunicaciones (autovía N-1 y ferrocarril Irún-Madrid).
Limita con los municipios de Irura, Tolosa, Hernialde, Alquiza, Asteasu, Cizúrquil y Villabona. En su término municipal se encuentra el yacimiento arqueológico de Basagain, un poblado fortificado de la Edad del Hierro.

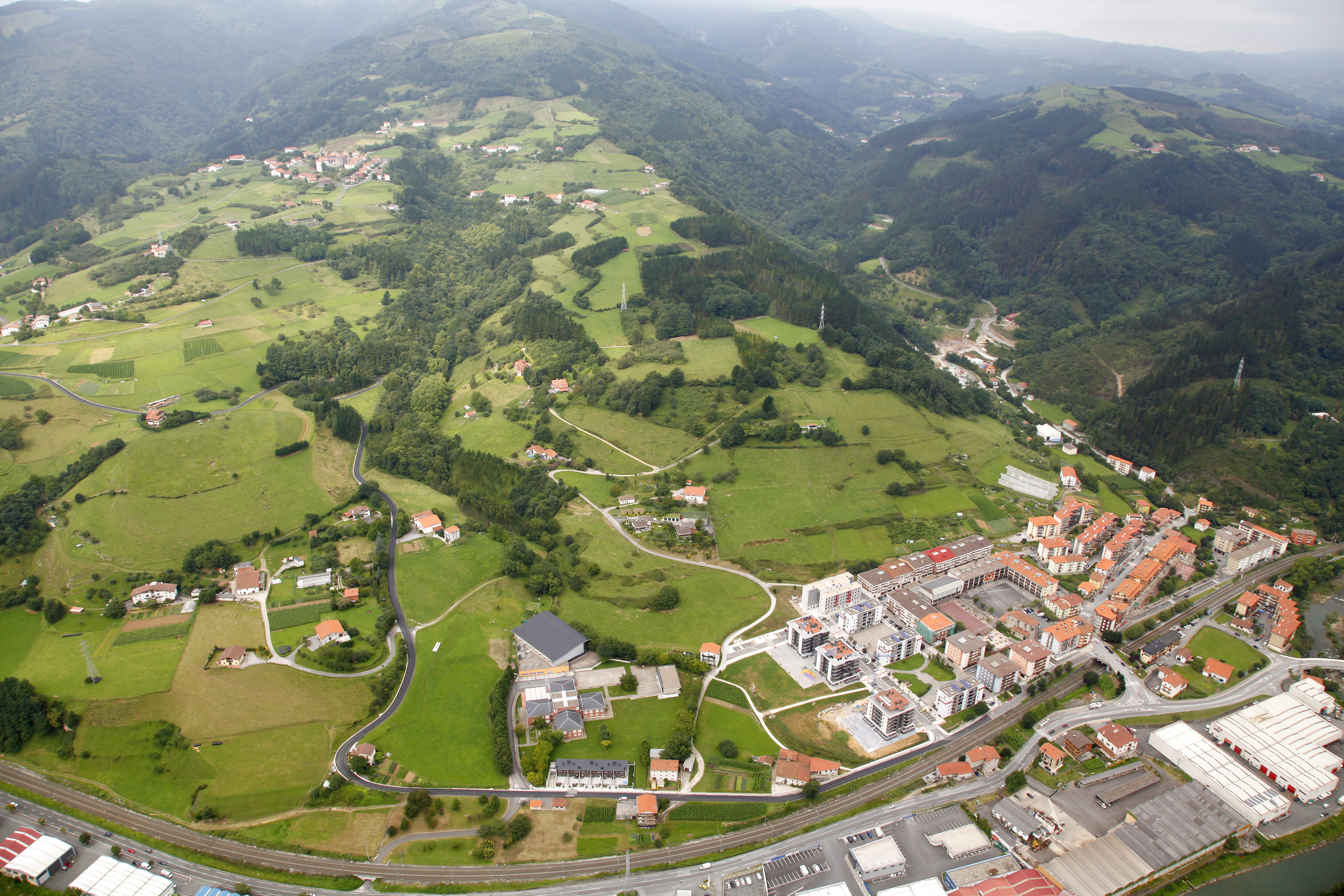
Vista general de Anoeta, con las localidades de Hernialde y Alquiza al fondo

La principal actividad económica es la industrial: existen modernas industrias de construcciones metálicas, dedicadas principalmente a la maquinaria del papel y sus complementos. Con una joven pirámide de edad dada su reciente expansión urbanística, cuenta con los principales servicios necesarios (educación, servicio médico, bancario y comercial) y está junto a importantes poblaciones (solo a 2 km de Tolosa y a 9 km de Andoáin, con centros comerciales y administrativos.
El municipio tiene 4,14 km² de superficie y 1997 habitantes (2016). El río Oria la separa del vecino municipio de Irura.
Siendo una "Universidad" independiente, en 1374 decidió unirse a Tolosa, para posteriormente adquirir el Título de Villa en 1615.
En el casco de este municipio destaca la iglesia de San Juan Bautista, edificio del siglo XVI, con remodelaciones en el siglo XVII y el siglo XVIII, cubierto con bóvedas de crucería. Cuenta también la localidad con la Casa-Torre de Ateaga, magnífico caserío con escudo de armas. Hasta seis miembros de este caserío sirvieron en la Casa Real. En 1888, la Infanta Eulalia pasó una temporada de descanso en esta casa, durante la cual recibió la visita de la reina María Cristina.
Para realizar excursiones montañeras es recomendable el ascenso a los montes Ernio y Uzturre. En las proximidades de la localidad existe una cruz de piedra labrada donde se llevaba a los niños a aprender a andar.
Sus fiestas patronales se celebran el día del Corpus Christi. También se celebran las de San Juan, el 24 de junio.

## Demografía
Anoeta cuenta con una población de 2087 habitantes (INE 2024).
| Gráfica de evolución demográfica de Anoeta entre 1842 y 2021                                                        |
| |
| Población de derecho según los censos de población del INE Población de hecho según los censos de población del INE |

## Administración y política
| Partido político                                              | 2015  | 2015       | 2011  | 2011       | 2007  | 2007       | 2003        | 2003        | 1999    | 1999       | 1995  | 1995       | 1991  | 1991       |
| Partido político                                              | %     | Concejales | %     | Concejales | %     | Concejales | %           | Concejales  | %       | Concejales | %     | Concejales | %     | Concejales |
| Euskal Herria Bildu (EH Bildu)-Bildu                          | 50,59 | 5          | 64,25 | 7          | —     | —          | —           | —           | —       | —          | —     | —          | —     | —          |
| Euzko Alderdi Jeltzalea-Partido Nacionalista Vasco (EAJ-PNV)  | 43,97 | 4          | 23,97 | 2          | 24,56 | 2          | 81,17       | 9           | 43,21   | 4          | 25,44 | 2          | 12,26 | 1          |
| Partido Socialista de Euskadi-Euskadiko Ezkerra (PSE-EE PSOE) | 2,47  | 0          | 4,21  | 0          | 4,35  | 0          | 9,02        | 0           | 4,12    | 0          | 4,28  | 0          | 5,76  | 0          |
| Partido Popular del País Vasco (PP)                           | —     | —          | 4,64  | 0          | 3,42  | 0          | 8,54        | 0           | 5,25    | 0          | —     | —          | —     | —          |
| Eusko Abertzale Ekintza-Acción Nacionalista Vasca (EAE-ANV)   | —     | —          | —     | —          | 62,08 | 7          | —           | —           | —       | —          | —     | —          | —     | —          |
| Aralar                                                        | —     | —          | —     | —          | 3,11  | 0          | —           | —           | —       | —          | —     | —          | —     | —          |
| Euskal Herritarrok (EH)-Herri Batasuna (HB)                   | —     | —          | —     | —          | —     | —          | Ilegalizado | Ilegalizado | 47,12   | 5          | 46,49 | 5          | 44,35 | 4          |
| Eusko Alkartasuna (EA)                                        | —     | —          | —     | —          | —     | —          | Con PNV     | Con PNV     | Con PNV | Con PNV    | 22,26 | 2          | 36,57 | 4          |